# Psathyrella bifrons
Psathyrella bifrons är en svampart som först beskrevs av Miles Joseph Berkeley, och fick sitt nu gällande namn av A.H. Sm. 1941. Psathyrella bifrons ingår i släktet Psathyrella och familjen Psathyrellaceae.   Inga underarter finns listade i Catalogue of Life.